# Doug Blair
Doug Blair es un guitarrista estadounidense de Heavy metal y Hard rock. 

## Carrera
Inicialmente se unió a la banda W.A.S.P. por un corto periodo de tiempo en 1992. Más tarde, en el año 2001, se unió nuevamente a la banda de Blackie Lawless entrando en reemplazo de Chris Holmes para realizar algunas fechas de la gira del disco Unholy Terror. En el 2006, es contratado nuevamente por la agrupación, con la que ha grabado desde entonces tres discos de estudio.

## Discografía con W.A.S.P.
- Dominator (2007)
- Babylon (2009)
- Golgotha (2015)